# Gekka no Yasoukyoku
Gekka no Yasoukyoku (jap. 月下の夜想曲 – nokturn w świetle księżyca) – piąty singel Malice Mizer wydany 21 lutego 1998.

## Lista utworów
1. Gekka no Yasoukyoku (月下の夜想曲)
2. Gekka no Yasoukyoku de L'Image (月下の夜想曲 de l'image)
3. Gekka no Yasoukyoku (Instrumental)